# Qualificazioni al campionato mondiale di calcio 2026 - AFC - Terza fase
La terza fase delle qualificazioni asiatiche al campionato mondiale 2026 si disputa dal 5 settembre 2024 al 10 giugno 2025.

## Formato
Le 18 squadre qualificate alla terza fase sono state divise in tre gruppi da sei squadre ciascuno. In ogni gruppo tutte le squadre si affrontano tra loro in partite di andata e ritorno. Le prime due di ogni girone si qualificano direttamente al Mondiale, le terze e le quarte classificate proseguono le qualificazioni nella quarta fase. Tra le squadre che proseguono le qualificazioni, le migliori due acquisiscono anche il diritto di ospitare i due gruppi di qualificazione della quarta fase.

## Sorteggio
Il sorteggio della terza fase si è tenuto il 27 giugno 2024 a Kuala Lumpur in Malaysia. Le fasce del sorteggio sono state stabilite in base al ranking mondiale FIFA al 20 giugno 2024.
| Fascia 1                                   | Fascia 2                            | Fascia 3                                           | Fascia 4                                        | Fascia 5                                    | Fascia 6                                          |
| ------------------------------------------ | ----------------------------------- | -------------------------------------------------- | ----------------------------------------------- | ------------------------------------------- | ------------------------------------------------- |
| Giappone (17) Iran (20) Corea del Sud (22) | Australia (23) Qatar (35) Iraq (55) | Arabia Saudita (56) Uzbekistan (62) Giordania (68) | Emirati Arabi Uniti (69) Oman (76) Bahrein (81) | Cina (88) Palestina (95) Kirghizistan (101) | Corea del Nord (110) Indonesia (134) Kuwait (137) |

## Gruppo A

### Classifica
| Squadra             | P.ti | G  | V | P | S | RF | RS | DR  |
| ------------------- | ---- | -- | - | - | - | -- | -- | --- |
| Iran                | 23   | 10 | 7 | 2 | 1 | 19 | 8  | +11 |
| Uzbekistan          | 21   | 10 | 6 | 3 | 1 | 14 | 7  | +7  |
| Emirati Arabi Uniti | 15   | 10 | 4 | 3 | 3 | 15 | 8  | +7  |
| Qatar               | 13   | 10 | 4 | 1 | 5 | 17 | 24 | -7  |
| Kirghizistan        | 8    | 10 | 2 | 2 | 6 | 12 | 18 | -6  |
| Corea del Nord      | 3    | 10 | 0 | 3 | 7 | 9  | 21 | -12 |

### Risultati

#### 1ª giornata
| Arbitro: | Ahmed Al-Kaf |

|                |           |  |
| Masharipov 20’ | Marcatori |  |

| Arbitro: | Yusuke Araki |

|            |           |  |
| Taremi 34’ | Marcatori |  |

| Arbitro: | Shaun Evans |

|               |           |                                      |
| Al-Hassan 38’ | Marcatori | 68’ Abdullah 80’ Ibrahim 90+4’ Saleh |

#### 2ª giornata
| Arbitro: | Nazmi Nasaruddin |

|                                  |           |                         |
| Ri Il-song 19’ Kang Kuk-chol 52’ | Marcatori | 31’ (rig.) Afif 44’ Ali |

| Arbitro: | Ahmed Al-Alili |

|                            |           |                                         |
| Kojo 15’ Abdurakhmanov 35’ | Marcatori | 17’ Shomurodov 45’ Aliqulov 72’ O'runov |

| Arbitro: | Kim Jong-hyeok |

|  |           |               |
|  | Marcatori | 45+3’ Ghayedi |

#### 3ª giornata
| Tashkent 10 ottobre 2024, ore 19:00 UTC+5 | Uzbekistan  | 0 – 0 referto | Iran | Stadio Nazionale (33 829 spett.)\| Arbitro: \| Shaun Evans \| |
| Arbitro:                                  | Shaun Evans |               |      |                                                               |

| Arbitro: | Mohammad Taqi |

|                                           |           |             |
| Ali 39’ Kozubaev 63’ (aut.) Al-Hassan 81’ | Marcatori | 76’ Šùkùrov |

| Arbitro: | Adham Makhadmeh |

|                 |           |                  |
| Al Ghassani 66’ | Marcatori | 86’ Jong Il-gwan |

#### 4ª giornata
| Arbitro: | Ma Ning |

|                     |           |  |
| Shukurov 76’ (rig.) | Marcatori |  |

| Arbitro: | Mohammed Al Hoish |

|              |           |  |
| Brauzman 11’ | Marcatori |  |

| Arbitro: | Yusuke Araki |

|                                   |           |         |
| Azmoun 42’, 48’ Mohebi 65’, 90+8’ | Marcatori | 17’ Ali |

#### 5ª giornata
| Arbitro: | Sadullo Gulmurodi |

|                                   |           |                             |
| Taremi 56’ (aut.) Kim Yu-song 59’ | Marcatori | 29’ Ghayedi 41’, 45’ Mohebi |

| Arbitro: | Kim Jong-hyeok |

|                            |           |                      |
| Ali 25’, 41’ Mendes 90+12’ | Marcatori | 75’, 80’ Fayzullayev |

| Arbitro: | Ahmed Al-Kaf |

|                              |           |  |
| Abdullah 15’, 89’ Meloni 35’ | Marcatori |  |

#### 6ª giornata
| Arbitro: | Ahmad Al Ali |

|  |           |                 |
|  | Marcatori | 44’ Fayzullayev |

| Arbitro: | Ma Ning |

|               |           |                                   |
| Kojo 51’, 64’ | Marcatori | 12’ Taremi 33’ Hardani 76’ Azmoun |

| Arbitro: | Abdullah Al-Harbi |

|                                                 |           |  |
| Lima 4’, 45’ (rig.), 45+5’, 56’ Al Ghassani 73’ | Marcatori |  |

#### 7ª giornata
| Arbitro: | Ko Hyung-jin |

|                          |           |  |
| Azmoun 45+27’ Mohebi 70’ | Marcatori |  |

| Arbitro: | Yusuke Araki |

|              |           |  |
| Alijonov 40’ | Marcatori |  |

| Arbitro: | Mohanad Qasim Sarray |

|                                                                     |           |                   |
| Afif 17’ Al-Ganehi 23’ Yu-song 34’ (aut.) Al-Rawi 56’ Alaaeldin 66’ | Marcatori | 87’ Kwang-hun Pak |

#### 8ª giornata
| Arbitro: | Nazmi Nasaruddin |

|                                        |           |            |
| Kičin 45+1’ Miščenko 82’ Šùkùrov 90+3’ | Marcatori | 52’ Mendes |

| Arbitro: | Ahmed Al Kaf |

|                 |           |                             |
| Taremi 52’, 83’ | Marcatori | 16’ Erkinov 53’ Fayzullayev |

| Arbitro: | Mohammed Al Hoish |

|             |           |                    |
| Yu-song 43’ | Marcatori | 5’ Lima 90+8’ Adil |

#### 9ª giornata
| Abu Dhabi 5 giugno 2025, ore 20:00 UTC+4 | Emirati Arabi Uniti | 0 – 0 referto | Uzbekistan | Stadio Al-Nahyan (9 820 spett.)\| Arbitro: \| Shaun Evans \| |
| Arbitro:                                 | Shaun Evans         |               |            |                                                              |

| Arbitro: | Mohammed Al Hoish |

|                  |           |  |
| Pedro Miguel 41’ | Marcatori |  |

| Arbitro: | Adham Makhadmeh |

|                                 |           |                                        |
| Pak Kwang-hun 44’ Ri Jo-guk 52’ | Marcatori | 57’ Alykulov 90+5’ (aut.) Kim Sung-hye |

#### 10ª giornata
| Arbitro: | Ma Ning |

|                                               |           |  |
| Turg'unboev 28’ Shomurodov 86’ Sergeyev 90+2’ | Marcatori |  |

| Arbitro: | Ahmed Al-Ali |

|            |           |              |
| Merk 90+5’ | Marcatori | 30’ Abdullah |

| Arbitro: | Nazmi Nasaruddin |

|                                          |           |  |
| Mohebi 74’ Taremi 77’ Hosseinzadeh 90+3’ | Marcatori |  |

## Gruppo B

### Classifica
| Squadra       | P.ti | G  | V | P | S | RF | RS | DR  |
| ------------- | ---- | -- | - | - | - | -- | -- | --- |
| Corea del Sud | 22   | 10 | 6 | 4 | 0 | 20 | 7  | +13 |
| Giordania     | 16   | 10 | 4 | 4 | 2 | 16 | 8  | +8  |
| Iraq          | 15   | 10 | 4 | 3 | 3 | 9  | 9  | 0   |
| Oman          | 11   | 10 | 3 | 2 | 5 | 9  | 14 | −5  |
| Palestina     | 10   | 10 | 2 | 3 | 4 | 10 | 13 | −3  |
| Kuwait        | 5    | 10 | 0 | 5 | 5 | 7  | 20 | −13 |

### Risultati

#### 1ª giornata
| Seul 5 settembre 2024, ore 20:00 UTC+9 | Corea del Sud   | 0 – 0 referto | Palestina | Seoul World Cup Stadium (59 579 spett.)\| Arbitro: \| Alireza Faghani \| |
| Arbitro:                               | Alireza Faghani |               |           |                                                                          |

| Arbitro: | Khalid Al-Turais |

|             |           |  |
| Hussein 13’ | Marcatori |  |

| Arbitro: | Adel Al-Naqbi |

|                |           |                    |
| Al-Taamari 14’ | Marcatori | 90+2’ (rig.) Naser |

#### 2ª giornata
| Arbitro: | Majed Al-Shamrani |

|         |           |                                   |
| Ali 41’ | Marcatori | 5’, 50’ Al-Naimat 22’ Al-Rawabdeh |

| Arbitro: | Ma Ning |

|                               |           |                                                         |
| Jeong Seung-hyun 45+2’ (aut.) | Marcatori | 10’ Hwang Hee-chan 82’ Son Heung-min 90+11’ Joo Min-kyu |

| Al Kuwait 10 settembre 2024, ore 21:00 UTC+3 | Kuwait          | 0 – 0 referto | Iraq | Stadio internazionale Jaber Al-Ahmad (58 000 spett.)\| Arbitro: \| Hiroyuki Kimura \| |
| Arbitro:                                     | Hiroyuki Kimura |               |      |                                                                                       |

#### 3ª giornata
| Arbitro: | Hiroyuki Kimura |

|  |           |                                   |
|  | Marcatori | 38’ Lee Jae-sung 68’ Oh Hyeon-gyu |

| Arbitro: | Alireza Faghani |

|                                                 |           |  |
| Al-Mushaifri 17’, 58’ Al-Ghassani 30’ Fawaz 79’ | Marcatori |  |

| Arbitro: | Adel Al Naqbi |

|             |           |  |
| Hussein 31’ | Marcatori |  |

#### 4ª giornata
| Arbitro: | Rustam Lutfullin |

|                                                 |           |                          |
| Oh Se-hun 41’ Oh Hyeon-gyu 74’ Lee Jae-sung 83’ | Marcatori | 50’ Hussein 90+5’ Bayesh |

| Arbitro: | Khalid Al-Turais |

|                                          |           |  |
| Al-Naimat 26’, 54’ Olwan 49’ (rig.), 87’ | Marcatori |  |

| Arbitro: | Abdulrahman Al-Jassim |

|                             |           |                       |
| Ali 41’ (rig.) Qunbar 90+3’ | Marcatori | 31’ (rig.), 80’ Naser |

#### 5ª giornata
| Arbitro: | Shaun Evans |

|           |           |                                                       |
| Daham 60’ | Marcatori | 10’ Oh Se-hun 19’ (rig.) Son Heung-min 74’ Bae Jun-ho |

| Arbitro: | Fu Ming |

|                 |           |  |
| Al-Ghassani 83’ | Marcatori |  |

| Bassora 14 novembre 2024, ore 19:15 UTC+3 | Iraq              | 0 – 0 referto | Giordania | Stadio Internazionale di Bassora (65 000 spett.)\| Arbitro: \| Mohammed Al Hoish \| |
| Arbitro:                                  | Mohammed Al Hoish |               |           |                                                                                     |

#### 6ª giornata
| Arbitro: | Tomoya Araki |

|            |           |                   |
| Qunbar 12’ | Marcatori | 16’ Son Heung-min |

| Arbitro: | Mohammed Abdulla Alali |

|  |           |          |
|  | Marcatori | 36’ Amyn |

| Arbitro: | Nazmi Nasaruddin |

|           |           |               |
| Daham 68’ | Marcatori | 21’ Al-Naimat |

#### 7ª giornata
| Arbitro: | Alireza Faghani |

|                    |           |                |
| Hwang Hee-chan 41’ | Marcatori | 80’ Al-Busaidi |

| Arbitro: | Ma Ning |

|                            |           |                |
| Hashim 90+3’ Bayesh 90+11’ | Marcatori | 39’, 70’ Naser |

| Arbitro: | Shaun Evans |

|                                        |           |           |
| Abu Arab 3’ Nasib 11’ Al-Taamari 45+3’ | Marcatori | 33’ Seyam |

#### 8ª giornata
| Arbitro: | Ilgiz Tantashev |

|                 |           |              |
| Lee Jae-sung 5’ | Marcatori | 30’ Al-Mardi |

| Arbitro: | Khalid Al-Turais |

|                             |           |             |
| Abou Ali 88’ Mahajneh 90+7’ | Marcatori | 34’ Hussein |

| Arbitro: | Salman Ahmad Falahi |

|  |           |              |
|  | Marcatori | 56’ Al-Sabhi |

#### 9ª giornata
| Arbitro: | Khalid Saleh Al-Turais |

|  |           |                              |
|  | Marcatori | 45+7’ (rig.), 51’ (64) Olwan |

| Arbitro: | Yusuke Araki |

|  |           |                                  |
|  | Marcatori | 63’ Kim Jin-kyu 82’ Oh Hyeon-gyu |

| Arbitro: | Sadullo Gulmurodi |

|  |           |                               |
|  | Marcatori | 32’ Seyam 88’ (rig.) Abou Ali |

#### 10ª giornata
| Arbitro: | Majed Al-Shamrani |

|                                                                   |           |  |
| Jeon Se-jin 30’ Lee Kang-in 51’ Oh Hyeon-gyu 54’ Lee Jae-sung 73’ | Marcatori |  |

| Arbitro: | Omar Al-Ali |

|  |           |            |
|  | Marcatori | 73’ Jassim |

| Arbitro: | Mooud Bonyadifard |

|             |           |                |
| Jharoub 49’ | Marcatori | 90+7’ Al-Sabhi |

## Gruppo C

### Classifica
| Squadra        | P.ti | G  | V | P | S | RF | RS | DR  |
| -------------- | ---- | -- | - | - | - | -- | -- | --- |
| Giappone       | 23   | 10 | 7 | 2 | 1 | 30 | 3  | +27 |
| Australia      | 19   | 10 | 5 | 4 | 1 | 16 | 7  | +9  |
| Arabia Saudita | 13   | 10 | 3 | 4 | 3 | 7  | 8  | -1  |
| Indonesia      | 12   | 10 | 3 | 3 | 4 | 9  | 20 | −11 |
| Cina           | 9    | 10 | 3 | 0 | 7 | 7  | 20 | -13 |
| Bahrein        | 6    | 10 | 1 | 3 | 6 | 5  | 16 | −11 |

### Risultati

#### 1ª giornata
| Arbitro: | Abdulrahman Al-Jassim |

|                                                                      |           |  |
| Endō 12’ Mitoma 45+2’ Minamino 52’, 58’ Itō 77’ Maeda 87’ Kubo 90+5’ | Marcatori |  |

| Arbitro: | Omar Al-Ali |

|  |           |                    |
|  | Marcatori | 89’ (aut.) Souttar |

| Arbitro: | Adham Makhadmeh |

|                 |           |           |
| Al-Juwayr 45+3’ | Marcatori | 19’ Walsh |

#### 2ª giornata
| Arbitro: | Rustam Lutfullin |

|  |           |                                                |
|  | Marcatori | 37’ (rig.), 47’ Ueda 61’, 64’ Morita 81’ Ogawa |

| Arbitro: | Nasrullo Kabirov |

|                   |           |                 |
| Lajami 14’ (aut.) | Marcatori | 39’, 90’ Kadesh |

| Giacarta 10 settembre 2024, ore 19:00 UTC+7 | Indonesia           | 0 – 0 referto | Australia | Stadio Gelora Bung Karno (70 059 spett.)\| Arbitro: \| Salman Ahmad Falahi \| |
| Arbitro:                                    | Salman Ahmad Falahi |               |           |                                                                               |

#### 3ª giornata
| Arbitro: | Nazmi Nasaruddin |

|                                           |           |             |
| Miller 45+2’ Goodwin 53’ Velupillay 90+2’ | Marcatori | 20’ Wenneng |

| Arbitro: | Kim Jong-Hyeok |

|  |           |                      |
|  | Marcatori | 14’ Kamada 81’ Ogawa |

| Arbitro: | Ahmed Al Kaf |

|                    |           |                               |
| Marhoon 15’, 90+9’ | Marcatori | 45+3’ Oratmangoen 74’ Struick |

#### 4ª giornata
| Arbitro: | Ahmed Al-Ali |

|                    |           |                      |
| Burgess 76’ (aut.) | Marcatori | 58’ (aut.) Taniguchi |

| Arbitro: | Omar Al-Ali |

|                         |           |          |
| Abduweli 21’ Yuning 44’ | Marcatori | 86’ Haye |

| Gedda 15 ottobre 2024, ore 21:00 UTC+3 | Arabia Saudita      | 0 – 0 referto | Bahrein | Stadio Città dello sport Re Abd Allah (35 437 spett.)\| Arbitro: \| Salman Ahmad Falahi \| |
| Arbitro:                               | Salman Ahmad Falahi |               |         |                                                                                            |

#### 5ª giornata
| Melbourne 14 novembre 2024, ore 20:10 UTC+11 | Australia     | 0 – 0 referto | Arabia Saudita | Melbourne Rectangular Stadium (27 491 spett.)\| Arbitro: \| Adel Al-Naqbi \| |
| Arbitro:                                     | Adel Al-Naqbi |               |                |                                                                              |

| Arbitro: | Adham Makhadmeh |

|  |           |              |
|  | Marcatori | 90+1’ Yuning |

| Arbitro: | Mooud Bonyadifard |

|  |           |                                                        |
|  | Marcatori | 35’ (aut.) Hubner 40’ Minamino 49’ Morita 69’ Sugawara |

#### 6ª giornata
| Arbitro: | Muhammad Taqi |

|                   |           |                              |
| Lin Liangming 48’ | Marcatori | 39’, 54’ Ogawa 45+6’ Itakura |

| Arbitro: | Rustam Lutfullin |

|                   |           |  |
| Ferdinan 32’, 57’ | Marcatori |  |

| Arbitro: | Ko Hyung-jin |

|                      |           |                 |
| Abduljabbar 75’, 77’ | Marcatori | 1’, 90+6’ Yengi |

#### 7ª giornata
| Arbitro: | Adham Makhadmeh |

|                                                            |           |            |
| Boyle 18’ (rig.) Velupillay 20’ Irvine 34’, 90’ Miller 61’ | Marcatori | 78’ Romeny |

| Arbitro: | Abdulrahman Al-Jassim |

|                     |           |  |
| Kamada 66’ Kubo 87’ | Marcatori |  |

| Arbitro: | Omar Al-Ali |

|                |           |  |
| Al-Dawsari 50’ | Marcatori |  |

#### 8ª giornata
| Saitama 25 marzo 2025, ore 19:35 UTC+9 | Giappone     | 0 – 0 referto | Arabia Saudita | Saitama Stadium 2002 (58 003 spett.)\| Arbitro: \| Ahmed Al Ali \| |
| Arbitro:                               | Ahmed Al Ali |               |                |                                                                    |

| Arbitro: | Mooud Bonyadifard |

|  |           |                           |
|  | Marcatori | 16’ Irvine 29’ Velupillay |

| Arbitro: | Sadullo Gulmurodi |

|            |           |  |
| Romeny 24’ | Marcatori |  |

#### 9ª giornata
| Arbitro: | Qasim Al-Hatmi |

|            |           |  |
| Behich 90’ | Marcatori |  |

| Arbitro: | Rustam Lutfullin |

|                   |           |  |
| Romeny 45’ (rig.) | Marcatori |  |

| Arbitro: | Ilgiz Tantashev |

|  |           |                            |
|  | Marcatori | 16’ Al-Juwayr 78’ Al-Aboud |

#### 10ª giornata
| Arbitro: | Kim Jong-hyeok |

|                                                                 |           |  |
| Kamada 15’, 45+6’ Kubo 19’ Morishita 55’ Machino 58’ Hosoya 80’ | Marcatori |  |

| Arbitro: | Adel Al-Naqbi |

|                          |           |  |
| Wang Yudong 90+3’ (rig.) | Marcatori |  |

| Arbitro: | Abdulrahman Al-Jassim |

|              |           |                       |
| Al-Aboud 19’ | Marcatori | 42’ Metcalfe 48’ Duke |